# Jeux asiatiques d'hiver de 1999
Navigation
Édition précédente Édition suivante
Les Jeux asiatiques d'hiver de 1999 constituent la quatrième édition des Jeux asiatiques d'hiver, organisée du 30 janvier au 6 février 1999 à Gangwon, en Corée du Sud.